# Poiana Târnavei
Poiana Târnavei (węg. Küküllőmező) – wieś w Rumunii, w okręgu Harghita, w gminie Zetea. W 2011 roku liczyła 39 mieszkańców.